# Sharron Angle
Sharron Elaine Angle, född den 26 juli 1949, är en kontroversiell amerikansk politiker som var politiskt vald till Nevadas församling (Nevada Assembly) 1999–2007. Hon kandiderade för republikanska partiet i valet 2010, men misslyckades med att ta en plats i senaten. Hon har beskrivits som en av Tea Party-rörelsens kandidater och vill som sådan att Federal Reserve utsätts för en ingående granskning. Andra politiska områden hon engagerat sig i är drogpolitik, FN-politik, abortpolitik samt energi- och klimatpolitik.

## Politiska åsikter
Sharron Angle menar att det bästa är om endast en av föräldrarna (i taget) arbetar utanför hemmet. Hon är också i likhet med den amerikanska högerkristna rörelsen pro-life emot abort, inklusive extremfall där graviditen orsakats genom våldtäkt och incest. Medicare vill hon, i likhet med Tea Party-rörelsen och republikanerna, privatisera och Social Security vill hon fasa ut.
Sharron Angle har uttalat sig om att marijuana inte bör legaliseras och att hon inte tror på att den globala uppvärmningen orsakas av människan. Andra kontroversiella åsikter hon uttryckt är att USA bör lämna FN . Hon har även engagerat sig i finanskrisen och vill se en komplett genomlysning av Federal Reserve och att IRC-koden avskaffas liksom Freddie Mac och Fannie Mae.

### Konflikter med pressen
Sharron Angle har kritiserats för att undvika att svara på frågor från den lokala pressen. liksom även den nationella pressen.

## Privatliv
Sharron Angle är gift med Theodore och har två barn.